# Irvingbaileya australis
Irvingbaileya australis är en järneksväxtart som först beskrevs av Cyril Tenison White, och fick sitt nu gällande namn av Howard. Irvingbaileya australis ingår i släktet Irvingbaileya och familjen Stemonuraceae. Inga underarter finns listade i Catalogue of Life.